# Sciarra Colonna
Sciarra Colonna, död 1329, var en italiensk kondottiär av Colonnaätten.
Under kampen mellan Filip IV av Frankrike och påven Bonifatius VIII lyckades Colonna, som drivits i landsflykt av Bonifatius, i förening med Filips utsände Nogaret i Anagni 1303 infånga påven. 1327 spelade hans Rom i händerna på Ludvig av Bayern och var med som att sätta denne på kejsartronen.